# Santa María del Cubillo
Santa María del Cubillo is een gemeente in de Spaanse provincie Ávila en in de regio Castilië en León. Santa María del Culbillo heeft 313 inwoners (1 januari 2016).

## Geografie
Santa María del Cubillo heeft een oppervlakte van 66 km² en grenst aan de gemeenten Ávila, Las Navas del Marqués, Navalperal de Pinares, Maello, Ojos-Albos, Tolbaños en Villacastín.

## Burgemeester
De burgemeester van Santa María del Cubillo is José Miguel Muñoz Maroto.

## Demografische ontwikkeling
Bron: INE, 1991-2011: volkstellingen
Opm.: Santa María del Cubillo ontstond in 1975 door de fusie van de gemeenten Aldeavieja en Blascoeles

## Galerij

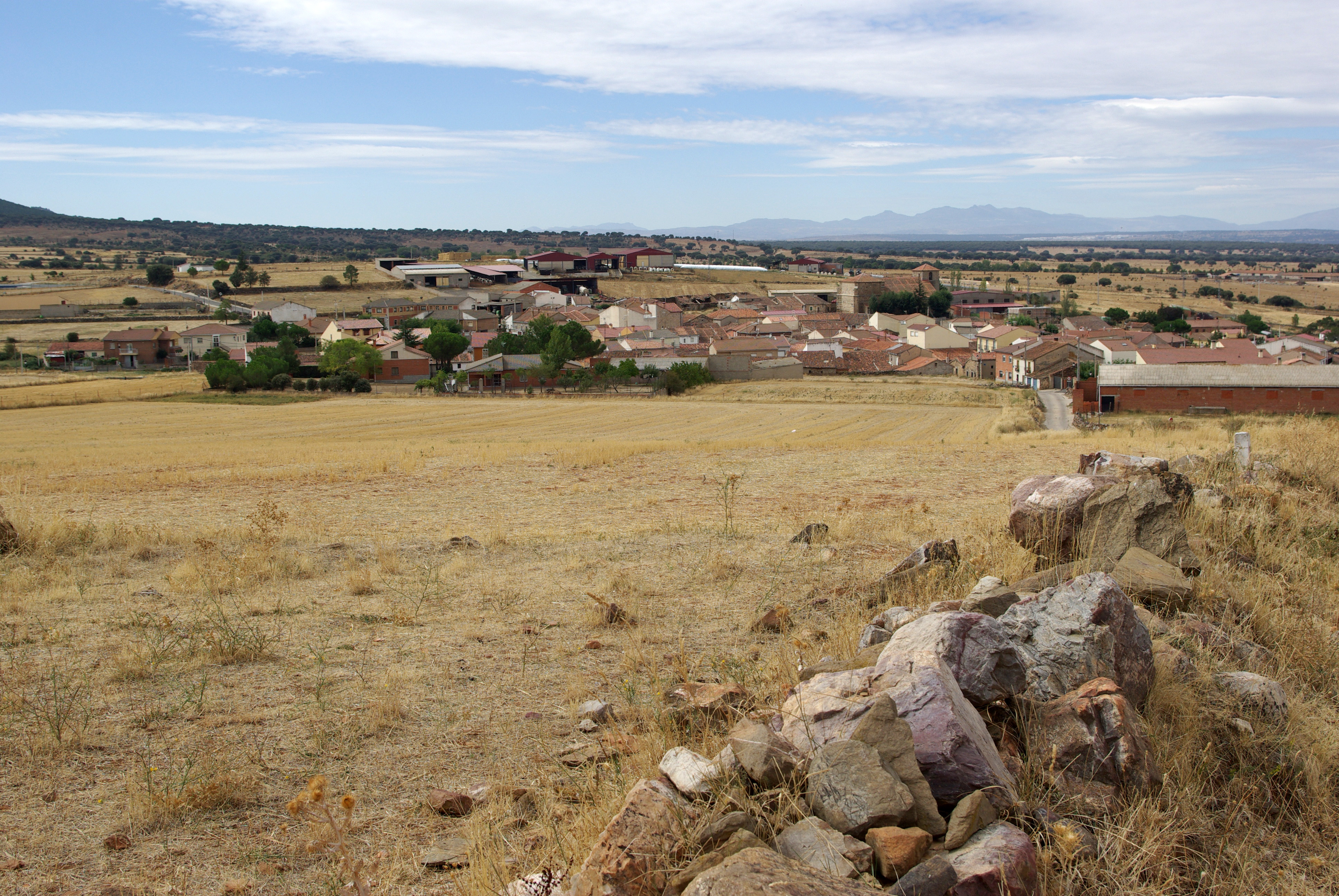
Blascoeles
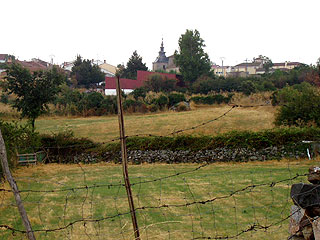
Aldeavieja